# فرودگاه صحرایی کوکستاون/کربی
فرودگاه صحرایی کوکستاون/کربی (به انگلیسی: Cookstown/Kirby Field Aerodrome) یک فرودگاه خصوصی است که یک باند فرود چمن دارد و طول باند آن ۵۴۹ متر است. این فرودگاه در کشور کانادا قرار دارد و در ارتفاع ۲۱۵ متری از سطح دریا واقع شده‌است.